# Epomophorus
Epomophorus (Synonym: Micropteropus) ist eine Gattung der Epaulettenflughunde, welche in Afrika vorkommen.

## Beschreibung
Arten der Gattung Epomophorus sind sehr unterschiedlich groß, mit einer Gewichtsspanne von 40 bis 120 g und einer Kopf-Rumpf-Länge von 125 bis 200 mm. Das Fell ist je nach Art grau bis gelbbraun, mit einem weißen Flecken am Ansatz der Ohren. Männchen besitzen zudem die für Epaulettenflughunde typischen Haarbüscheln an den Schultern, wo sich auch sackähnliche Drüsen befinden. 

## Lebensweise
Epomophorus-Arten findet man in Wäldern und Savannen, wobei sie Waldränder bevorzugen. Tagsüber hängen die Tiere in hohlen Bäumen und dichtem Blattwerk. Die Hangplätze sind oft hell beleuchtet, und die Gruppen sind von außen gut sichtbar. Manche Arten wie der Wahlberg-Epaulettenflughund wechseln ihren Hangplatz täglich, wobei bis zu 4 km Distanz zum nächtlichen Futterplatz in Kauf genommen wird. 
Das Nahrungsspektrum umfasst Feigen, Guave, Mangos und Bananen, sowie Nektar und Blüten. Einige Arten wie E. labiatus scheinen auf der Suche nach Futter über weitere Distanzen zu migrieren. Ihre Ernährungsweise macht die Gattung zu einem wichtigen Samenverbreiter und Bestäuber verschiedener Pflanzen.

## Arten und Verbreitung
- Angola-Epaulettenflughund (E. angolensis)
- Ansells Epaulettenflughund (E. anselli)
- Peters’ Epaulettenflughund (E. crypturus)
- Dobson-Epaulettenflughund (E. dobsoni)[2]
- Gambia-Epaulettenflughund (E. gambianus)
- Sanborn-Epaulettenflughund (E. grandis)
- Haymans Kleiner Epaulettenflughund (E. intermedius)[1]
- Äthiopien-Epaulettenflughund (E. labiatus)
- Winziger Epaulettenflughund (E. minimus)
- Kleiner Epaulettenflughund (E. minor)[3]
- Peters’ Kleiner Epaulettenflughund (E. pusillus)[1]
- Wahlberg-Epaulettenflughund (E. wahlbergi)

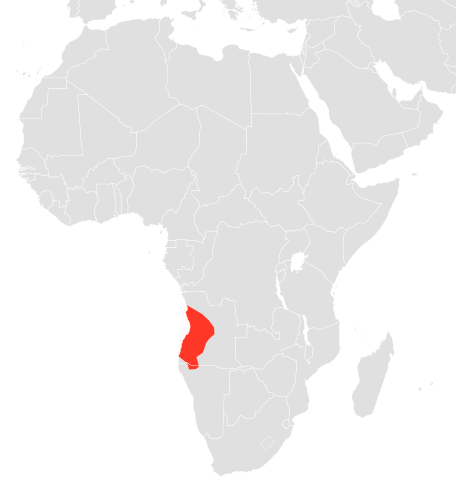
Verbreitungsgebiet von E. angolensis
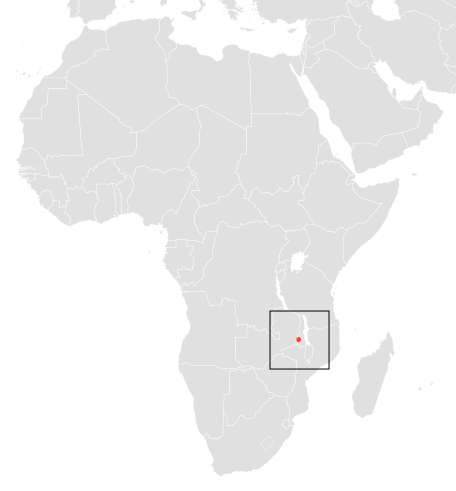
Verbreitungsgebiet von E. anselli
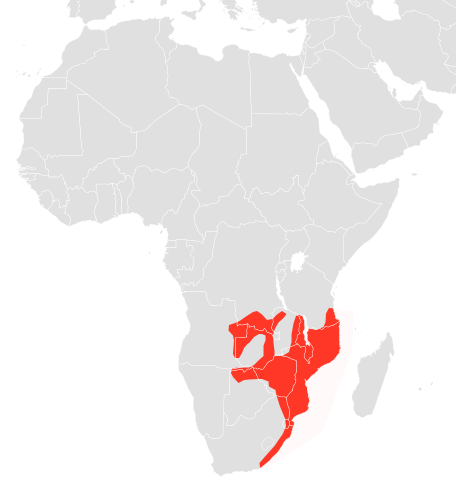
Verbreitungsgebiet von E. crypturus
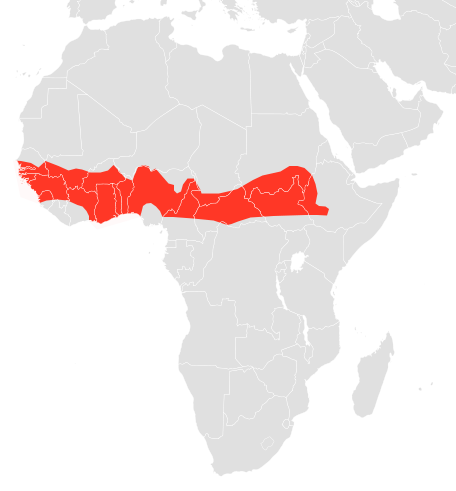
Verbreitungsgebiet von E. gambianus
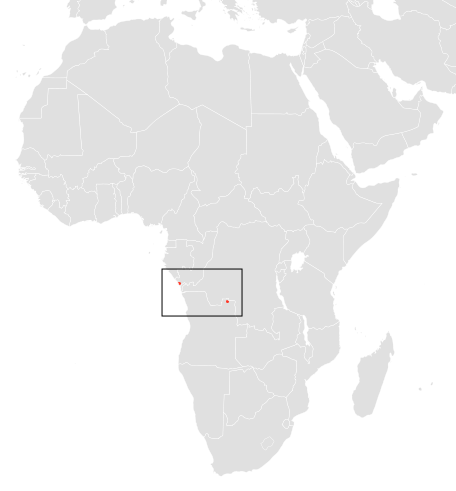
Verbreitungsgebiet von E. grandis
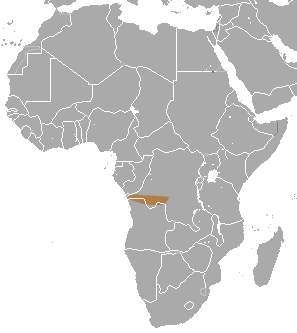
Verbreitungsgebiet von E. intermedius
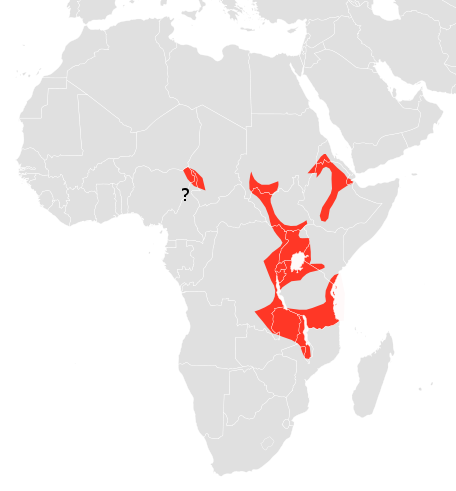
Verbreitungsgebiet von E. labiatus
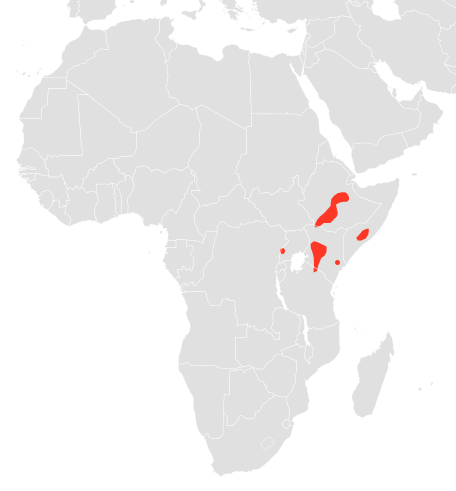
Verbreitungsgebiet von E. minimus
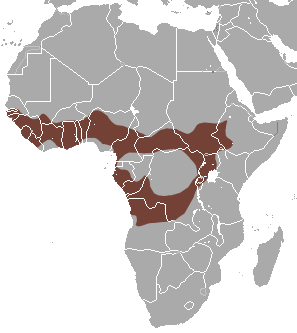
Verbreitungsgebiet von E. pusillus
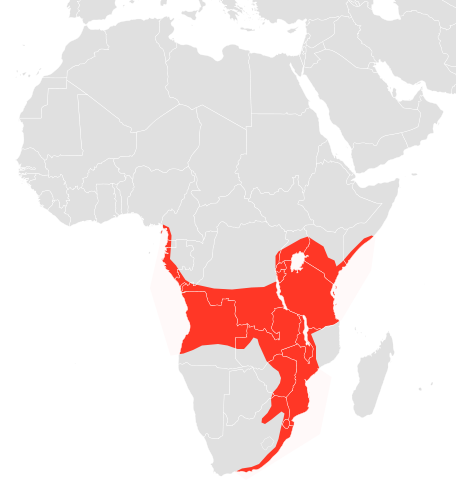
Verbreitungsgebiet von E. wahlbergi

## Gefährdung durch den Menschen
Bis auf die im potentiell gefährdete Art E. angolensis
werden alle Arten der Gattung Epomophorus von der IUCN als ungefährdet eingestuft. Ein zunehmendes Problem ist jedoch die Zerstörung des Lebensraumes, insbesondere der Hangplätze und der Rückgang der Futterpflanzen. 